# Edgar Roquete Pinto
Edgard Roquette Pinto  (Río de Janeiro, 25 de septiembre de 1884 — Río de Janeiro, 18 de octubre de 1954) fue un médico legista, profesor, escritor, antropólogo, etnólogo y ensayista brasilero.
Miembro de la Academia Brasilera de Letras, es considerado el padre de la radiodifusión en Brasil. En 1923 creó la Sociedad de Radio de Río de Janeiro, con la intención de difundir la educación por dicho medio.
Está considerado entre los más importantes intelectuales brasileros que se empeñaron en organizar y difundir el Movimiento Eugénico Brasilero, juntamente con Monteiro Lobato, Belisário Penna y Octávio Domingues.

## Obras
- 1906, O exercício da medicina entre os indígenas da América
- 1912, Excursão à região das Lagoas do Río Grande do Sul
- 1915, Guía de antropología
- 1916, Rondônia [5]
- Elementos de mineralogia
- 1920, Conceito atual da vida
- 1927, Seixos rolados Estudos brasileiros
- 1928, Glória sem rumor
- 1933, Ensaios de antropología brasiliana
- 1934, Samambaia, contos.
- 1941, Ensaios brasilianos

También publicó un gran número de trabajos científicos, artículos y conferencias entre 1908 y 1926, en diferentes revistas.